# Volucella cervina
Volucella cervina är en tvåvingeart som först beskrevs av Franz Paula von Schrank 1803.  Volucella cervina ingår i släktet humleblomflugor, och familjen spyflugor.
Artens utbredningsområde är Tyskland. Inga underarter finns listade i Catalogue of Life.